# Monte Caseros (departamento)
Monte Caseros é um departamento da província de Corrientes. Possuía, em 2019, 41.417 habitantes.